# Tizenötszög
A geometriában a tizenötszög egy tizenötoldalú sokszög.
A szabályos sokszögek szögeire ismert képlet n=15 esetben a következőt adja:
{\displaystyle \alpha ={\frac {(n-2)}{n}}\cdot 180^{\circ }={\frac {13}{15}}\cdot 180^{\circ }=156^{\circ }}
tehát a szabályos tizenötszög belső szögei 156 fokosak.

## A szabályos tizenötszög szerkesztése
A szabályos tizenötszög szerkeszthető körzővel és vonalzóval.
Az alábbi animáció egy 36 lépéses szerkesztést mutat be, amely Euklidesztől származik. (Az Elemek című művében a VI. könyv 27. állítása.) Vegyük észre, hogy a körzőnyílás nem változik 14. és a 21. lépések között:

## A szabályos tizenötszög területe
A szabályos sokszögek területére ismert képlet a oldalhosszra n=15 esetben:
{\displaystyle A={\frac {n}{4}}a^{2}{\text{ctg}}{\cfrac {\pi }{n}}={\frac {15}{4}}a^{2}{\text{ctg}}{\cfrac {\pi }{15}}={\frac {15a^{2}}{8}}\left({\sqrt {3}}+{\sqrt {15}}+{\sqrt {2}}{\sqrt {5+{\sqrt {5}}}}\right)\approx 17{,}6424\cdot a^{2}}
ami a köréírt kör sugarának (R) függvényében a következőképpen alakul n=15 esetben:
{\displaystyle A=n\cdot R^{2}\cdot \sin {\pi  \over n}\cdot \cos {\pi  \over n}=15\cdot R^{2}\cdot \sin {\pi  \over 15}\cdot \cos {\pi  \over 15}\approx 3{,}0490697928464843\cdot R^{2}}
a beírt kör sugarának (r) függvényeként pedig így:
{\displaystyle A=n\cdot r^{2}\cdot {\hbox{tg}}{\pi  \over n}=15\cdot r^{2}\cdot {\hbox{tg}}{\pi  \over 15}\approx 3{,}1866838524672563\cdot r^{2}}

## Külső hivatkozások
- Weisstein, Eric W.: Pentadecagon (angol nyelven). Wolfram MathWorld